# Blood+
BLOOD+ (jap. ブラッドプラス) – serial anime oparty na filmie animowanym Blood: The Last Vampire wyprodukowany przez Production I.G i Aniplex – oddział anime firmy Sony.
Premiera w Japonii odbyła się za pośrednictwem kanału anime w telewizji satelitarnej Sony – Animax i sieci kablowych takich, jak MBS, TBS, RKB i innych, między 8 listopada 2005 a 23 września 2006. BLOOD+ został dopuszczony do międzynarodowej dystrybucji przez Sony Pictures Television International.

## Opis fabuły
Saya Otonashi, cierpiąca na anemię i amnezję, znajduje się pod opieką rodziny zastępczej i jest zwykłą uczennicą. Życie Sayi zostaje jednak zniszczone, gdy zostaje zaatakowana przez Chiropterana – nietoperzopodobną bestię żywiącą się ludzką krwią, dowiaduje się ona również, że tylko ona jest w stanie zabić tę bestię. Saya, wyposażona w miecz wyrusza z rodziną, sojusznikami z organizacji Red Shield (Czerwona Tarcza) i Chevalier'em (kawalerzystą), Haji'm, w podróż po świecie, aby zniszczyć Chiropteran i odnaleźć swoją przeszłość.
Opowieść jest osadzona w obecnych czasach (wrzesień 2005) w Okinawie (Koza), na Wyspie Okinawa, niedaleko bazy powietrznej USA w Kadenie. Wraz z rozwojem fabuły Saya odwiedza lokalizacje na całym świecie, walcząc z Chiropteranami i szukając swych korzeni.